# Mesochorus mandibularis
Mesochorus mandibularis là một loài tò vò trong họ Ichneumonidae.